# Chiết Ngự Huân
Chiết Ngự Huân (chữ Hán: 折御勋, 938 – 977), tự Thế Long, người dân tộc Đảng Hạng Khương, tịch quán Vân Trung , nhân vật đầu đời Bắc Tống. Ông là gia chủ đời thứ ba của họ Chiết nắm quyền tự trị Phủ Châu , là người thứ 2 được chánh quyền Bắc Tống thừa nhận.

## Cuộc đời và sự nghiệp
Ngự Huân là con trai trưởng của Chiết Đức Ỷ – gia chủ đời thứ hai của họ Chiết nắm quyền tự trị Phủ Châu. Khi Đức Ỷ còn đương chức, Ngự Huân tỏ ra đắc lực. Đức Ỷ mất rồi, triều đình cho Ngự Huân lĩnh Phần Châu đoàn luyện sứ, quyền tri Phủ Châu sự.
Năm Khai Bảo thứ 2 (969), Tống Thái Tổ tiến đánh Bắc Hán, Ngự Huân đến hành tại yết kiến, được làm Vĩnh An quân lưu hậu. Năm thứ 4 (971), Ngự Huân nhân dịp giao tự  vào chầu, lễ xong thì về trấn. Năm thứ 9 (976), giao tự ở Lạc Dương, lại vào chầu, giữa đường có bệnh nên chậm trễ, được đổi làm Thái Ninh quân tiết độ sứ, lưu lại kinh sư.
Năm Thái Bình Hưng Quốc thứ 2 (977), mất, hưởng thọ 40 tuổi, được tặng Thị trung.